# Dimos Oropos
Dimos Oropos (Oropos) är en kommun i Grekland.   Den ligger i prefekturen Nomarchía Anatolikís Attikís och regionen Attika, i den sydöstra delen av landet, 30 km norr om huvudstaden Aten. Antalet invånare är 33 769.